# Găgeni (okręg Buzău)
Găgeni – wieś w Rumunii, w okręgu Buzău, w gminie Săhăteni. W 2011 roku liczyła 479 mieszkańców. 